# Czesław Śpiewa
Czesław Stefan Mozil, conocido como Czesław Śpiewa (literalmente "Czesław canta" en polaco, n. Zabrze, 12 de abril de 1979), es un cantautor, instrumentista y compositor polaco. Crea música alternativa difícil de clasificar, que lleva las huellas de cabaret, folk, rock y punk. Él mismo se refiere a su música simplemente como "pop" o "pop alternativo" con "tintes de punk".

## Biografía
Nacido en Polonia de madre polaca y padre ucraniano. Emigró a Dinamarca a los 5 años con su familia. Se graduó de la Real Academia Danesa de Música de Copenhague. En 2000, fundó una banda de música alternativa llamada Tesco Value, que existió hasta 2007. A los 28 años volvió a Polonia y se puso a vivir en Cracovia. En 2008, lanzó su primer álbum solo titulado Debiut, que alcanza la cifra de 70 000 copias vendidas en su país natal, recibiendo una certificación de doble disco de platino por parte de la Sociedad Polaca de la Industria Fonográfica.

## Discografía

### Álbumes
Álbumes de Tesco Value:
- 2002: Tesco Value
- 2004: Songs for the Gatekeeper

Álbumes de Czesław Śpiewa:
- 2008: Debiut
- 2010: Pop
- 2011: Czesław Śpiewa Miłosza

### Sencillos
- 2008: "Maszynka do świerkania"
- 2008: "Mieszko i Dobrawa jako początek Państwa Polskiego"
- 2008: "Ucieczka z wesołego miasteczka"
- 2009: "The Tournus"
- 2010: "W sam raz"
- 2010: "O tych w Krakowie"
- 2010: "Krucha blondynka"
- 2011: "Caesia & Ruben" feat. Katarzyna Nosowska